# Enteropneusta
Appartenenti al phylum degli Hemichordata, la classe dei Enteropneusta raccoglie un gruppo di animali mobili simili a vermi con corpo più o meno cilindrico distinto in una parte anteriore detta proboscide, una parte intermedia detta collare, e una parte finale detta tronco. Gli enteropneusta hanno un'epidermide ciliato che è ricco di cellule mucipare, il tubo digerente con la bocca aprentesi ventralmente tra proboscide e collare ed ano terminale; posteriormente alla bocca la parete dorsale della faringe forma un diverticolo che si estende anteriormente nella proboscide. Vivono nei fondali sabbiosi e, servendosi della proboscide posta vicino alla bocca, scavano dei cunicoli. Il flusso d'acqua entra per la bocca attraversando le camere branchiali e fuoriesce attraverso le fessure branchiali; il  restante finisce nel tubo digerente. Il flusso è a senso unico.

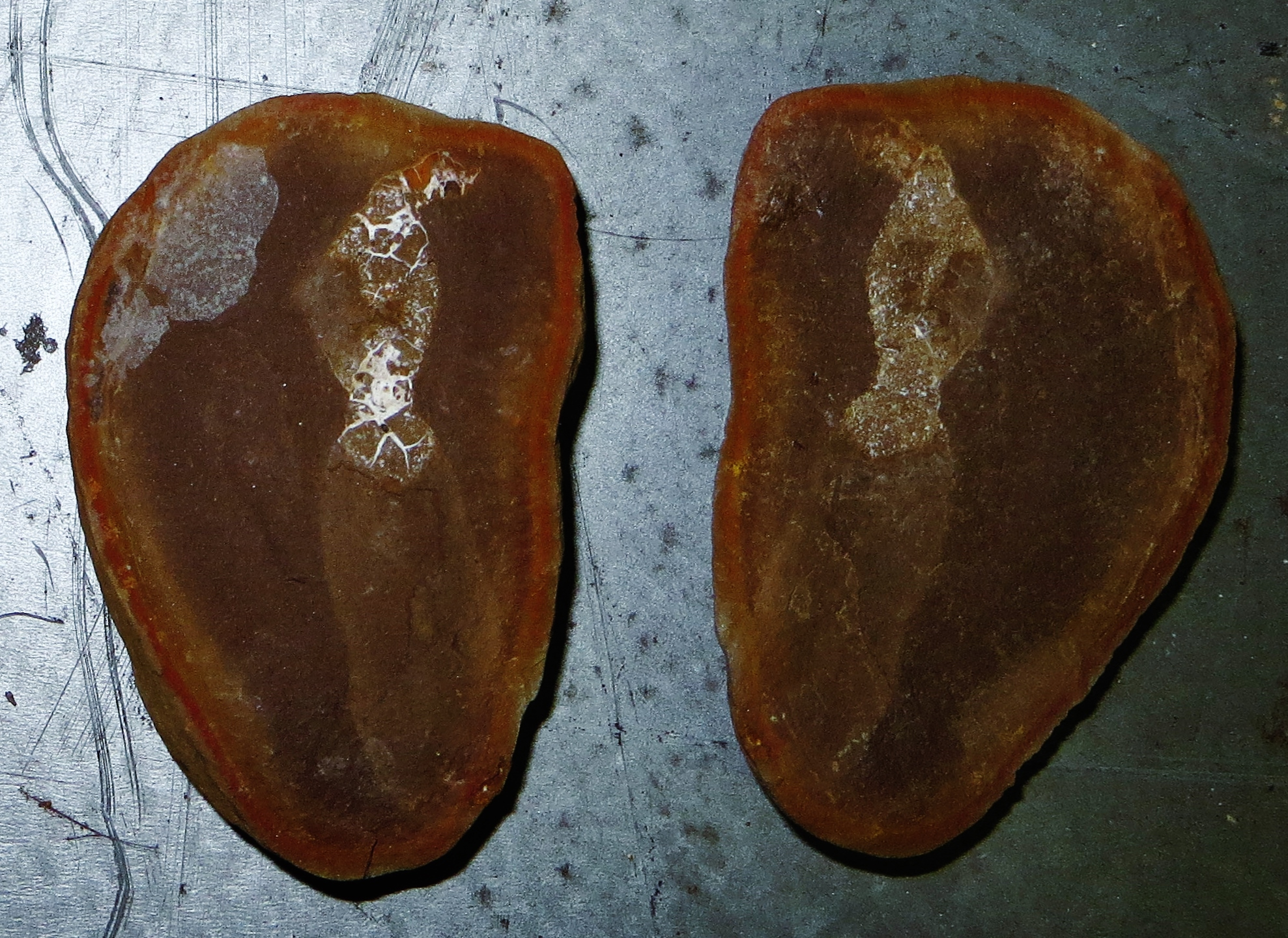
Fossile di Mazoglossus, un antico enteropneusto risalente al Carbonifero

L'organo escretore viene considerato il glomerulo, complesso d'invaginazioni tubulari. L'apparato circolatorio è formato da una vescicola cardio-pericardica, un vaso dorsale, uno ventrale ed una rete anastomotica vascolare particolarmente sviluppata nella regione branchiale. Il sistema nervoso è subepidermico, con cordoni nervosi dorsale e ventrale connessi da un cingolo periesofageo.
Gli enteropneusta sono a sessi separati con gonadi nella parete celomatica del tronco; essi hanno uno sviluppo con fase larvale che ricorda la larva degli Echinodermi Asteroidei o, talvolta, diretto.